# 帕納西夫卡 (斯卡拉特市鎮)
49°28′12″N 25°53′37″E / 49.47000°N 25.89361°E
帕納西夫卡（烏克蘭語：Панасівка），是烏克蘭的村落，位於該國西部捷爾諾波爾州，由捷尔诺波尔区負責管轄，始建於1580年，面積1.14平方公里，海拔高度325米，2001年人口395，人口密度每平方公里346.5人。